# Eroi normali
Eroi Normali (in titolo originale Ordinary Heroes) è un romanzo scritto dall'autore e avvocato americano Scott Turow. È stato pubblicato nel 2004 e in Italia è apparso nel 2005, pubblicato dalla casa editrice Arnoldo Mondadori Editore.

## Trama
Tutto quello che Stewart Dubinsky ha sempre saputo di suo padre è che nel corso della Seconda guerra mondiale, partito al seguito del generale Patton per l'Europa, aveva salvato sua madre dagli orrori del campo di concentramento di Balingen. Uomo enigmatico e distante, David Dubin - che aveva così americanizzato il cognome di origine russa - si era sempre rifiutato di parlare in famiglia della sua esperienza bellica. Ma, dopo la sua morte, Stewart trova un pacco di lettere indirizzate a una fidanzata di cui nessuno sapeva nulla. E questo è solo l'inizio: leggendo queste lettere Stewart scopre qualcosa di davvero inspiegabile: suo padre era stato giudicato dalla Corte marziale per aver lasciato fuggire un ufficiale dell'OSS che avrebbe invece dovuto arrestare. Cosa era successo? E perché Dubin non ne aveva mai fatto parola con nessuno? Cosa si nascondeva dietro a un fatto così grave? Deciso a fare luce sul misterioso passato del padre, poco alla volta Stewart riesce a ricostruire la vicenda attraverso le sue stesse memorie scritte durante la prigionia, ora custodite dal vecchio avvocato difensore. E le sorprese si moltiplicano. Se Dubin non era l'uomo che sembrava, quali erano stati davvero i suoi rapporti con Martin, il carismatico ufficiale dei servizi segreti a cui dava la caccia, e quale ruolo aveva avuto in tutto questo Gita, l'affascinante e imprevedibile compagna di Martin, più coraggiosa di un uomo sul campo di battaglia? Dalle pagine del memoriale di Dubin emergono in tutta la loro violenza i terribili eventi di quegli anni e le scelte drammatiche che hanno sconvolto l'esistenza di tutti i protagonisti di questa vicenda, gli "eroi normali". E la storia personale di Dubin - fatta di coraggio, tradimento e passione - diventa riflessione sulla brutalità della guerra.

## Edizioni in italiano
- Scott Turow, Eroi normali, traduzione di Stefania Bertola, Onnibus Mondadori, Milano 2005 ISBN 88-04-54854-1
- Scott Turow, Eroi normali, traduzione di Stefania Bertola, Bestsellers 1686; Mondadori, Milano 2007 ISBN 978-88-04-56391-4